# Florea Dumitrache
Florea «Mopsul» Dumitrache (Bucarest, Rumania, 22 de mayo de 1948-26 de abril de 2007) fue un jugador y entrenador de fútbol rumano. En su etapa como jugador profesional se desempeñaba como delantero.
El estadio del FC Dinamo II București pasó a llamarse Stadionul Florea Dumitrache en su honor.

## Fallecimiento
Murió el 26 de abril de 2007 a la edad de 59 años, a causa de una hemorragia cerebral.

## Selección nacional
Fue internacional con la selección de fútbol de Rumania en 31 ocasiones y convirtió 15 goles.

### Participaciones en Copas del Mundo
| Mundial                        | Sede   | Resultado      | Partidos | Goles |
| ------------------------------ | ------ | -------------- | -------- | ----- |
| Copa Mundial de Fútbol de 1970 | México | Fase de grupos | 3        | 2     |

## Clubes

### Como jugador
| Club                      | País    | Año       |
| ------------------------- | ------- | --------- |
| Dinamo de Bucarest        | Rumania | 1965-1976 |
| Jiul Petroșani            | Rumania | 1976-1979 |
| Corvinul Hunedoara        | Rumania | 1979-1983 |
| Minerul Știința Petroșani | Rumania | 1983-1984 |

### Como entrenador
| Club                         | País    | Año    |
| ---------------------------- | ------- | ------ |
| Corvinul Hunedoara           | Rumania | 1983   |
| Dinamo de Bucarest (juvenil) | Rumania | 2001-? |

## Palmarés

### Campeonatos nacionales
| Título                | Club               | País    | Año  |
| --------------------- | ------------------ | ------- | ---- |
| Copa de Rumania       | Dinamo de Bucarest | Rumania | 1968 |
| Divizia A             | Dinamo de Bucarest | Rumania | 1971 |
| Divizia A             | Dinamo de Bucarest | Rumania | 1973 |
| Divizia A             | Dinamo de Bucarest | Rumania | 1975 |
| Divizia B (Serie III) | Corvinul Hunedoara | Rumania | 1980 |

### Distinciones individuales
| Distinción                                 | Año  |
| ------------------------------------------ | ---- |
| Futbolista del año en Rumania              | 1968 |
| Máximo goleador de la Divizia A            | 1969 |
| Futbolista del año en Rumania              | 1969 |
| Máximo goleador de la Divizia A (ex aequo) | 1971 |